# Sionismo religioso

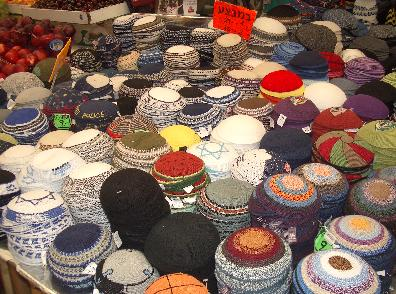
A Kippah Serugá (de crochet) é um dos símbolos do Sionismo Religioso

O sionismo religioso ou Movimento Religioso Sionista (em Hebraico: ציונות דתית, pronunciado Tziyonut Datit, ou דתי לאומי, Dati Leumi, lit. "Nacional Religioso" [Plural: דתיים לאומיים, Datiyim Leumiyim]; Também conhecido como: כיפה סרוגה, Kippah Seruga, lit. "Kipá (solidéu) de Crochet" [Plural: כיפות סרוגות, Kippot Serugot]) é uma ideologia que combina o sionismo e o judaísmo religioso, baseando o sionismo nos princípios da Torá, Talmud e outros, e do patrimônio considerado autêntico.
O Sionismo religioso é uma denominação genérica dada a todas as correntes religiosas judaicas que se auto-definiram como participantes do movimento sionista, apoiando a imigração ao Estado de Israel. O argumento comum entre as várias correntes do sionismo religioso é que o nacionalismo judaico e a criação de um Estado, são obrigações impostas pela Torá (a Bíblia Hebraica). Este argumento contrapõe a posição de uma parte dos judeus ultra-ortodoxos, que vêm a volta do povo judeu a Terra de Israel, e a criação de um Estado judaico - como parte da era messiânica, portanto não deram seu apoio ao movimento sionista.
O Sionismo religioso tem como lema: "O povo de Israel, com a Torá de Israel, na Terra de Israel", e vê a criação do Estado de Israel como o princípio da consumação deste lema e da redenção do povo judeu.
Hoje em dia em Israel, os religosos sionistas podem ser identificados pelo seu principal símbolo externo: a 'Kipá Serugá' (o solidéu de Crochet). Pessoas religiosas usando este símbolo são caracterizadas por sua integração com a sociedade secular Israelense, ocupando funções e cargos em todo o espectro de profissões, participando no IDF (Forças de Defesa de Israel), cargos políticos ligados a vários partidos diferentes, e ativos em centros acadêmicos e de pesquisa. Em paralelo esta pessoa mantém a observação aos estatutos e leis religiosas provenientes da Torá, e o envolvimento com estudos religiosos em Yeshivot (centro de estudos judaicos), seja em sua formação escolar ou depois dela.

## Os idealizadores espirituais do sionismo religioso
A ideia do retorno dos judeus a Terra de Israel e o despertar do nacionalismo religioso, apareceram antes ainda do movimento sionista, nos meados do século XIX. Estes estão presentes nos livros do rabino Yehudá Ben Shelomo Hay Alkalay, rabino Eliyahu Gutmacher e rabino Zvi Hirsch Kalisher. Em contrário a opinião da maior parte dos rabinos na diáspora judaica, eles frisavam que o povo judeu não deveria esperar passivamente pela era messiânica e a redenção, senão, é de vital importância a cooperação ativa dos membros das comunidades judaicas em prol do retorno aos lugares sagrados, ao trabalho agrícola lá, ao uso da língua hebraica no dia-a-dia e a imigração (Aliá) à Terra de Israel (então sob domínio do Império Turco-Otomano). Há inclusive pesquisadores e escritores que dizem que Theodor Herzl baseou seu livro O Estado Judeu na filosofia do rabino Alkalay, já que seu avô era integrante ativo na sinagoga onde o rabino Alkalay oficiava os serviços religiosos e nela dava aulas. Eles argumentavam que estes atos levam a consolidação das profecias do Tana"ch, e futuramente ajudam inclusive na vinda do Mashiach (Messias). O melhoramento da classe dos judeus da Europa Ocidental, como consequência da emancipação, era visto por eles como o primeiro passo da redenção futura.
Agudat Hovevei Zion (A União dos Afeiçoados a Zion) se organizou com base nestas ideias, por todo o território Russo – dando início ao sionismo prático. Enquanto muitos dos rabinos viam com bons olhos o movimento de assentamento judaico na terra sagrada, houve rabinos que foram contra este movimento – mesmo entre os rabinos considerados modernos, como por exemplo, o rabino Shimshon Refael Hirsch. O Chaim Weizmann defendia o nacionalismo judeu como um desvio de foco do socialismo internacionalista da classe média judaico-europeia.

### Rabino Avraham Itzchak Hacohen Kook

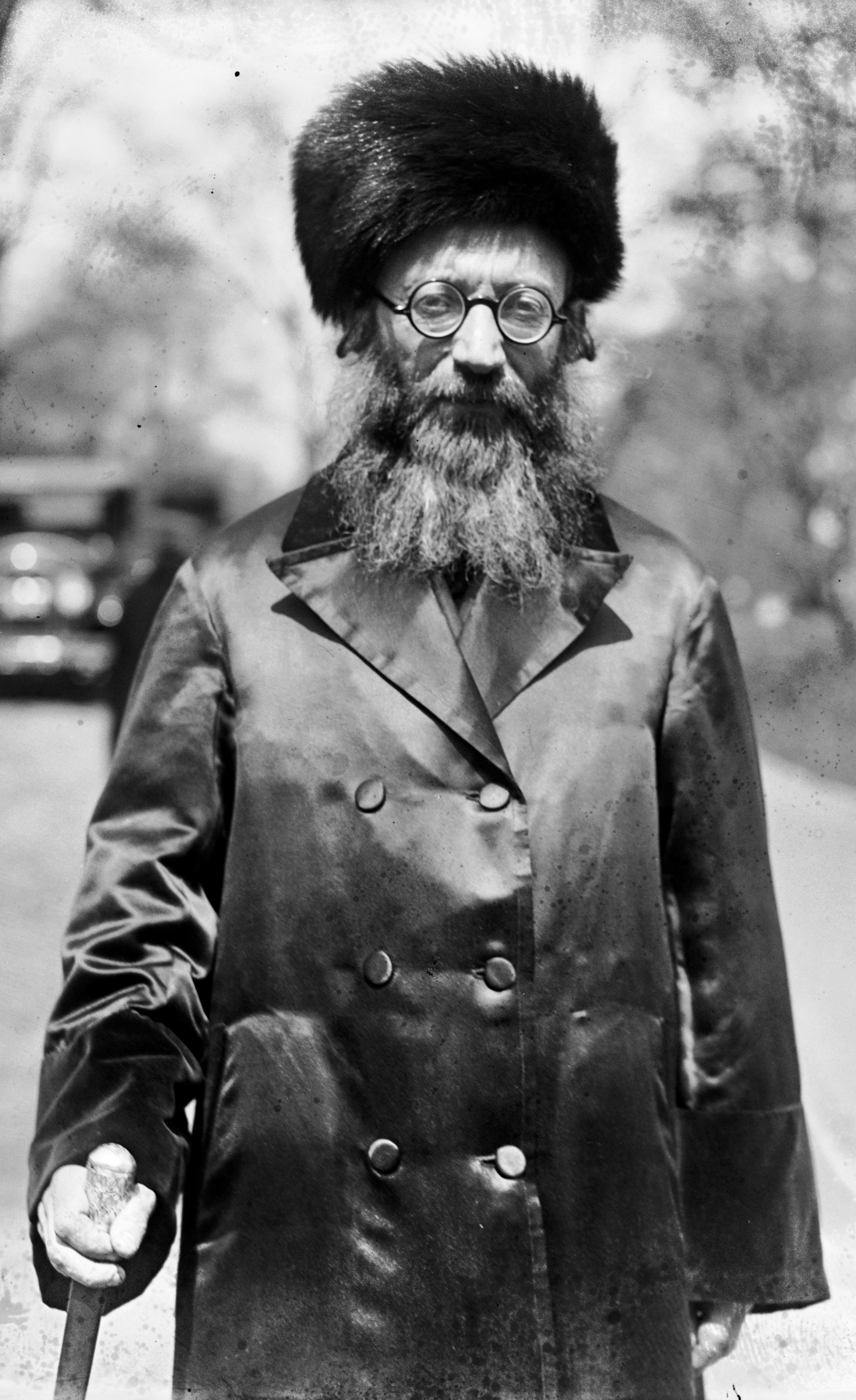
Rabino Kook

Uma das principais personalidades que moldaram e emolduraram o sionismo religioso foi o rabino Kook. Ele atuou como rabino chefe da cidade de Jafa e suas periferias (incluindo Tel Aviv na época), e posteriormente como o primeiro Rabino Chefe de Israel (ainda no Mandato Britânico). Ele fundou a Yeshivat Merkaz Harav, que forma rabinos, e ensina a filosofia do Rav Kook a jovens e adultos da comunidade sionista religiosa em Israel. Seus alunos e alunos de seus alunos se tornaram uma das principais forças no ativismo do sionismo religioso e no envolvimento com a sociedade israelense geral.
O Rabino Kook desenvolveu uma argumentação teológica a qual via de forma muito positiva o sionismo, em termos religiosos. Ele dizia que o assentamento judaico na Terra de Israel é "o início da redenção" (Atchalta deGueula - em aramaico). A Aliá (imigração de judeus a Israel) era visto por ele como uma obrigação religiosa. Um de seus argumentos era que o sionismo faz parte do "plano Divino", não podendo ser considerado heresia, mesmo tendo como líderes, judeus que não observavam a lei judaica religiosa.

### Rabino Zvi Yehuda Kook
Filho do rabino Avraham Itzchak Hacohen Kook, recebeu do sucessor de seu pai a função de rabino chefe da Yeshivat Merkaz Harav em Jerusalém, que exerceu por 30 anos até o seu falecimento em 1982. Ele exercera anteriormente a função de coordenação espiritual da Yeshivá desde sua fundação, e parte do tempo foi também seu diretor administrativo.
A partir de 1935 dedicou-se intensivamente à pesquisa, ordem e edição das escrituras de seu pai. Este, junto com seus ensinamentos na Yeshivat Merkaz Harav, foram suas maiores contribuições para o sionismo religioso – ele transformou a filosofia do Rav Kook em livros organizados e alcansáveis ao público em geral, e os ensinamentos de seu pai viraram classes que podiam ser acompanhadas mesmo por pessoas que não tinham formação em Yeshivot. A Yeshivá cresceu e se tornou o centro espiritual de todos os religiosos sionistas de sua época, atraindo muitos jovens – principalmente participantes do movimento juvenil sionista Bnei Akiva.
Com a criação do Estado de Israel ele se filiou ao movimento político Hapoel HaMizrahi, inclusive entrando na lista de canditatos do partido nas eleições de 1951 (inclusão esta feita no lugar simbólico 119º para frisar seu apoio ao partido).
Em sua filosofia, ele via a criação do Estado de Israel uma etapa na redenção da nação judaica. Ele tentou fortificar os elementos que compunham deste Estado por um lado, e por outro agia para a implementação de elementos de um cunho mais religioso a política e ao governo.
Hoje em dia se formaram muitas Yeshivot que tomam como base a filosofia da Yeshivat Merkaz Harav e do rabino Zvi Yehuda.

### Rabino Yossef Dov Halevi Soloveitchik
Nascido de uma família tradicional de rabinos importantes da comunidade de judeus ultra-ortodoxos internacional, salientou-se muito cedo nos estudos religiosos, e se tornou um novo integrante da Agudat Israel (congregação dos rabinos Ultra-ortodoxos) nos EUA, a qual foi fiel mesmo depois de deixar de ser integrante. Em 1935 ele visitou Israel com o propósito de se candidatar ao rabinato chefe da cidade de Tel-Aviv, não sendo eleito no final. Nesta visita teve contato com o rabino Kook  e foi palestrante na Yeshivat Merkaz Harav.
Em 1956, depois de ter passado o Holocausto e a fundação do Estado de Israel, o Rav Soloveitchik acabou se filiando ao movimento sionista, e se tornou Presidente de Honra do movimento Mizrahi mundial até seu falecimento em 1993. Seu tio, o rabino Meir Bar-Ilan foi de grande influência nesta decisão. Seus dilemas e conclusões foram descritos num discurso que proferiu na comemoração do dia da independência de Israel em 1957 – editada posteriormente e chamada pelo título Kol Dodi Dofek ("A voz de teu amado chama" - retirado de um versículo do livro Shir HaShirim - "Cântigo dos Cântigos").
Segundo sua filosofia, o Estado de Israel não recebe a santidade automática da Terra de Israel (diferente da filosofia do Rav Kook e seus seguidores), mas faz parte das escolhas feitas a cada etapa, por isso os judeus devem ser ativos no desenrolar dos fatos em Israel e no sionismo. E, sem dúvida, os fatos relacionados com a criação do Estado de Israel e seu desenvolvimento até os dias de hoje são milagres que afirmam a tese de que um judeu observante deve tomar parte deles.
O rabino Soloveitchik herdou o lugar de seu pai como rabino chefe da Yeshivá Rabi Ytzhak Elchanan, conhecida como Yeshiva University (ou pela sigla Y.U.), e se tornou também o reitor da faculdade de filosofia judaica neste mesmo estabelecimento. A partir deste estabelecimento de ensino difundiu sua filosofia sobre o sionismo e a vida moderna de um judeu. Com seu carisma e sua inteligência ele reuniu um número muito grande de alunos e seguidores, mesmo entre aqueles que não o conheceram diretamente. Ele é considerado o pai da ortodoxia moderna () nos EUA, corrente paralela aos sionistas religiosos em Israel.
Um dos alunos mais ligados a ele, seu genro, o rabino Aharon Lichtenstein imigrou a Israel, concretizando sua filosofia sionista, e se tornou rabino chefe de uma das maiores Yeshivot sionistas em Israel, Yeshivat Har Etzion, junto ao rabino Yehuda Amital. Com isso sua filosofia sionista se difunde em Israel também, já tendo formado vários rabinos e várias outras Yeshivot.

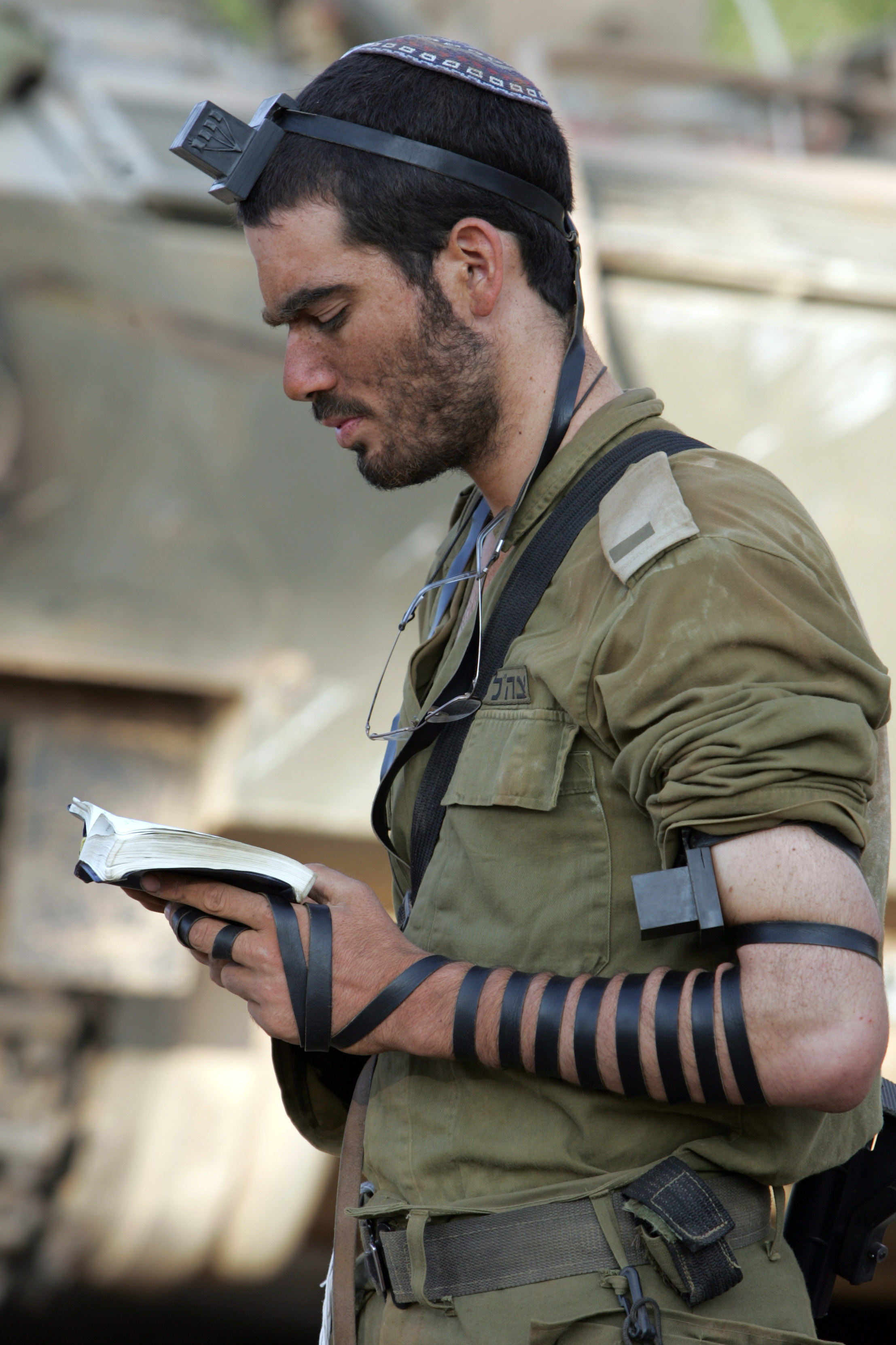
O tenente Asael Lubotzky no serviço
IDF ora com tefilin

## Partidos Políticos Religiosos
Com a organização do Primeiro Congresso sionista por Theodor Herzl, muitos judeus religiosos se uniram ao movimento sionista. A maior parte dos rabinos que participaram do congresso tinham mais afinidade com o sionismo político, onde viram a possibilidade de uma ação conjunta entre sionistas religiosos e seculares, evitando problemas em torno da fiosofia cultural e educacional. Na conferência sionista russa de 1898, participaram 14 rabinos dentre os 140 presentes.
O movimento político do sionismo religioso, em todas as suas diversas correntes, sempre teve como lema "O povo de Israel, com a Torá de Israel, na Terra de Israel".

### Mizrahi
No ano de 1902 os religiosos se juntaram no Movimento Sionista Mizrahi devido a adversidades com relação a tópicos da educação divulgados pela Agência Judaica Sionista. O movimento foi fundado pela iniciativa do rabino Shemuel Mohaliver, com o objetivo de defender as características judaicas nos assentamentos da Terra de Israel.
Após a fundação do Estado de Israel, o Mizrahi se tornou um partido político que concorreu nas eleições parlamentares três vezes em Israel conseguindo consecutivamente 4, 2 e 2 mandatos no Knesset (parlamento de Israel).

### Hapoel HaMizrahi
Formado por um grupo discidente do Mizrahi, que optou por um caminho mais ligado ao sionismo prático, de pioneirismo, trabalho agícola e fundação do Kibutz Hadati (kibutzreligioso).
Após a fundação do Estado de Israel, o Hapoel HaMizrahi se tornou um partido político que concorreu nas eleições parlamentares três vezes em Israel conseguindo consecutivamente 7, 8 e 9 mandatos no Knesset (parlamento de Israel).

### Mafdal (hoje em dia chamado de HaBaith Hayehudi)
Em 1956 formou-se o partido político Hamafdal (sigla em hebraico que significa partido nacional-religioso)  com a união do Mizrahi e do Hapoel Mizrahi, juntando então todos os sionistas religiosos num só partido que foi de grande força e influência política até o final da década de 1970, obtendo entre 10 e 12 mandatos no Knesset (parlamento de Israel).
A partir da década de 1980 o número de mandatos abaixou para 6 em média, devido a criação de outros partidos concorrentes como o Shas e o Ichud Haleumi (União Nacional).
Antes das eleições de 2009 houve a tentativa de junção do Mafdal e do Ichud Haleumi num único partido chamado HaBaith Hayehudi "Casa Judaica"), que não deu certo, mas acabou mudando o nome do partido. Hoje o partido tem três assentos no Knesset.
HaBaith Hayehudi, o Mafdal, o Mizrahi e/ou Hapoel HaMizrahi (cada um em sua época) participaram de todas as 32 coalizões de governo israelense.

### Meimad
Meimad é uma sigla em hebraico que tem como significado "Estado Judaico Estado Democrático". É um partido que foi fundado em 1988 pelo rabino Yehuda Amital, e era um partido mais identificado com as linhas esquerdistas israelenses, e de cunho mais sociais. Ele obteve um assento nas eleições de 1999, 2003 e 2006. Em 2009 ele deu seu apoio ao partido HaBaith Hayehudi depois da separação do Ichud Haleumi, mesmo sem ter um representante na lista de candidatos do partido.

## Kibutz Dati
Hoje em dia, o Movimento dos Kibutzim Datiim (Kibutz Religioso) compreende 19 kibutzim em Israel que neles moram por volta de 10 000 pessoas.
A economia deles baseia-se na agricultura, criação de gado, ovelhas e aves, pequenas indústrias e turismo - na mesma proporção do Movimento Kibutzi Geral. A situação econômica da maioria deles é estável.

### Histórico

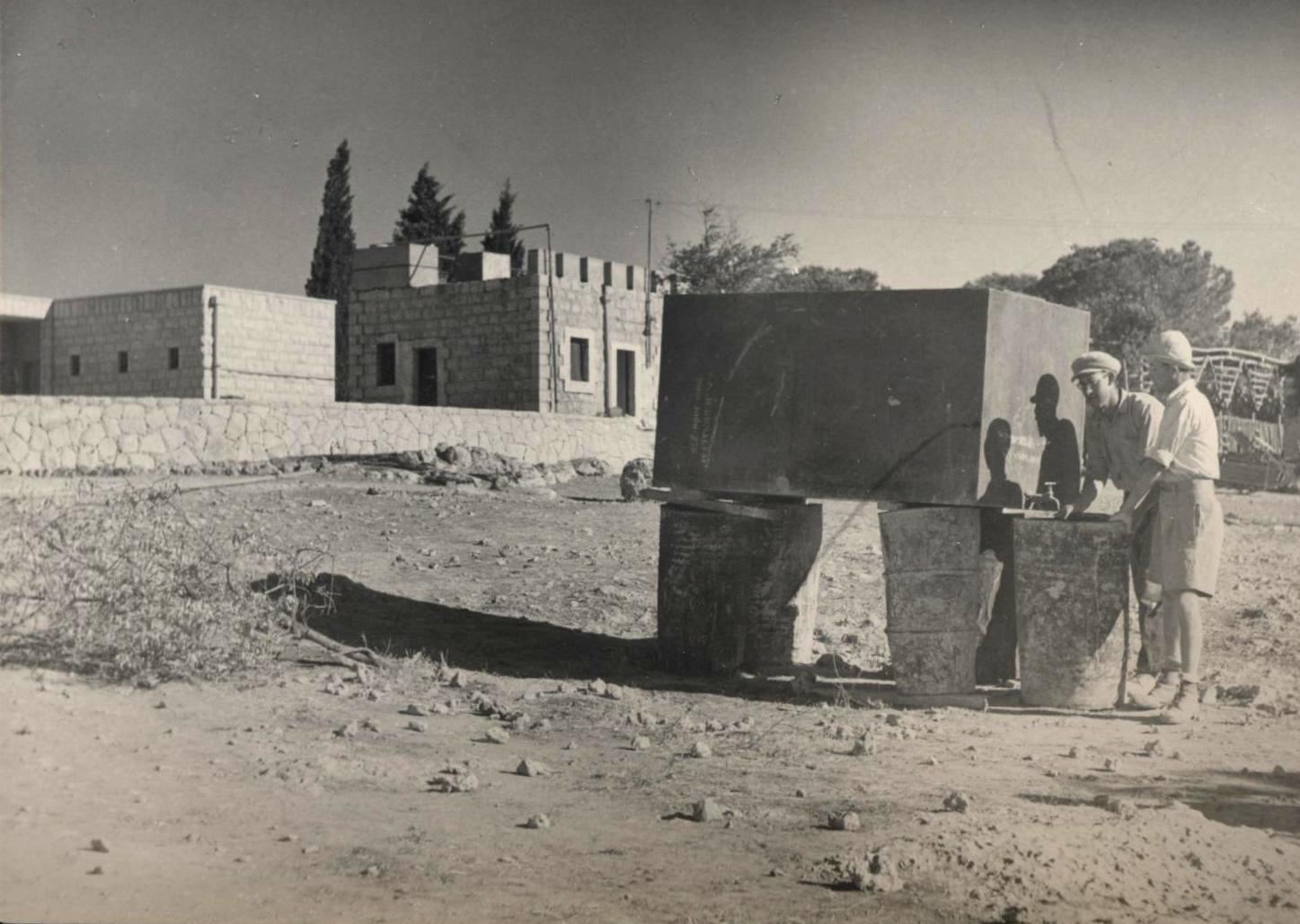
Kibutz Kfar Etzion 1943

Os primeiros Kibutzim foram formados por integrantes de movimentos como Berit Halutzim Datiim, Tzeirei HaMizrahi, HaPoel HaMizrahi e outros - porém somente em 1935, durante o VII congresso do Hapoel HaMizrahi, eles se unificaram na organização chamada então como "União de Grupos do HaPoel HaMizrahi", em 1938 recebeu o nome o qual é chamado até hoje, Hakibutz Hadati.
Na Guerra de Independência de Israel, em 1948, o movimento sofreu uma perda enorme quando seus três kibutzim localizados na área de Gush Etzion foram derrotados (junto com mais um kibutz não religioso), destruidos e seus poucos sobreviventes foram levados prisoneiros pelas forças da Liga Árabe.
Com o final da guerra três dos quatro kibutzim foram reconstruídos dentro das fronteiras israelenses fixadas com o acordo de trégua em 1949.

### Lista de Kibutzim[19]
- Beerot Itzchak
- Yavne
- Bnei Darom
- Beith Rimon
- Lavi
- Nir Etzion
- Meirav
- Maale Guiboa
- Saad
- Alumim
- Massoot Itzchak
- Ein Tzurim
- Tirat Zvi
- Ein Hanatziv
- Sde Eliyahu
- Sheluchot
- Kfar Etzion
- Migdal Oz
- Rosh Tzurim

## Movimentos juvenis religiosos sionistas

### Bnei Akiva[20]

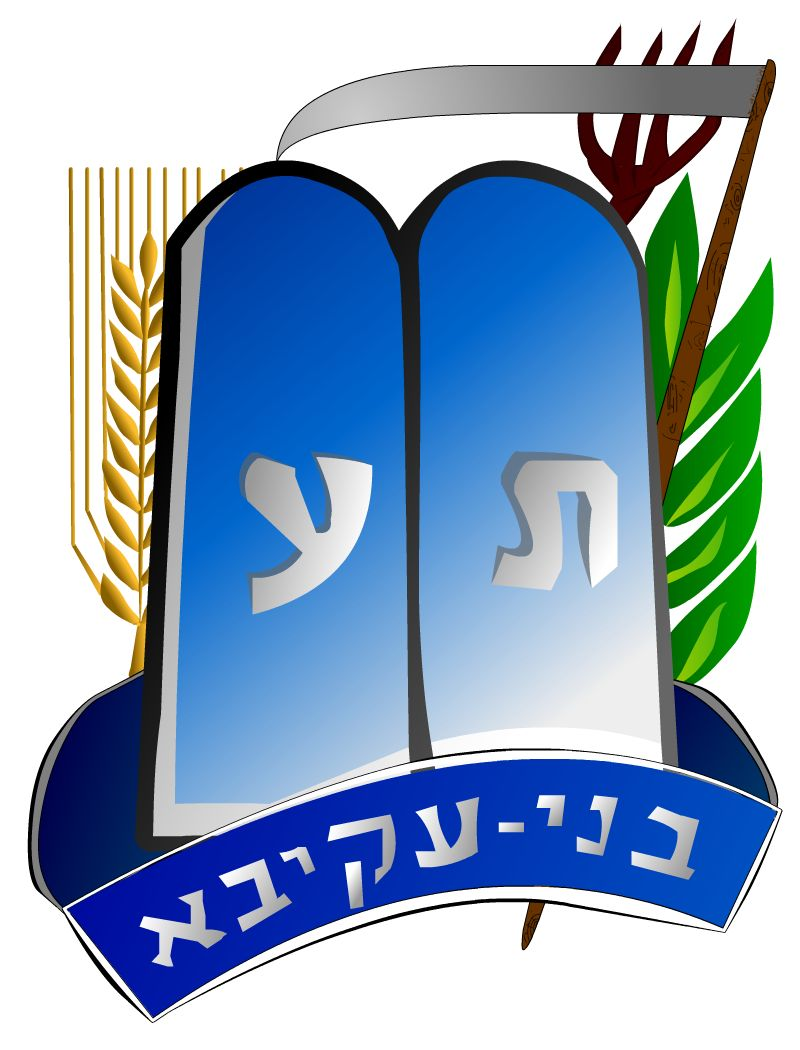
Símbolo do Bnei Akiva: As tábuas dos dez mandamentos com o ramo de oliveira e o trigo. A faixa diz Bnei Akiva em Hebraico e as tábuas tem as iniciais do lema do movimento: Torá VaAvodá (Torá e trabalho)

O movimento Bnei Akiva se formou em Jerusalém, em 1929, quando um grupo de jovens, inspirados pelos ensinamentos do Rabino Kook, resolveu fazer algo para mudar as coisas. Eles fundaram então a primeira sede do Bnei Akiva, com atividades aos sábados. Nestas atividades, os madrichim (monitores) e chanichim (monitorados) aprendiam sobre Torá, sionismo, a importância da Terra de Israel para o povo judeu.
O movimento cresceu, abrindo sedes em todos os cantos de Israel, realizando atividades aos sábados e machanot (acampamentos). Em pouco tempo, formaram-se os garinim (lit:sementes – trata-se de pequenos grupos de membros, que criaram novos povoados e kibutzim).
Doze anos depois, o rabino Moshé Tsvi Neriah, criou a primeira Yeshivá do Bnei Akiva, em Kfar Haroé. A ideia era preparar melhor os membros do movimento, para que fossem mais versados na Torá da Terra de Israel, e ao mesmo tempo se preparassem melhor para começar a vida adulta. Surgiram então várias outras yeshivot Bnei Akiva', que se espalharam por todo o país.
O Bnei Akiva é hoje representado em mais de 30 países. Há poucos anos, o Bnei Akiva instalou suas estruturas em muitos países da Diáspora, embutindo nessas comunidades a ideologia de Torá e Avodá. Em comunidades onde há pouco conhecimento do Judaísmo, o Bnei Akiva espalhou as palavras da ética judaica e o ideal sionista.
O lema do Bnei Akiva é Torá VaAvodá (Torá e trabalho)
O nome ao movimento foi inspirado na personalidade do rabino Aquiba um dos maiores rabinos da época da formação da Mishná, citado em muitas partes do Talmud. Porém começou seu caminho como um pastor simples e somente com 40 anos começou sua formação.

### Ezra[21]

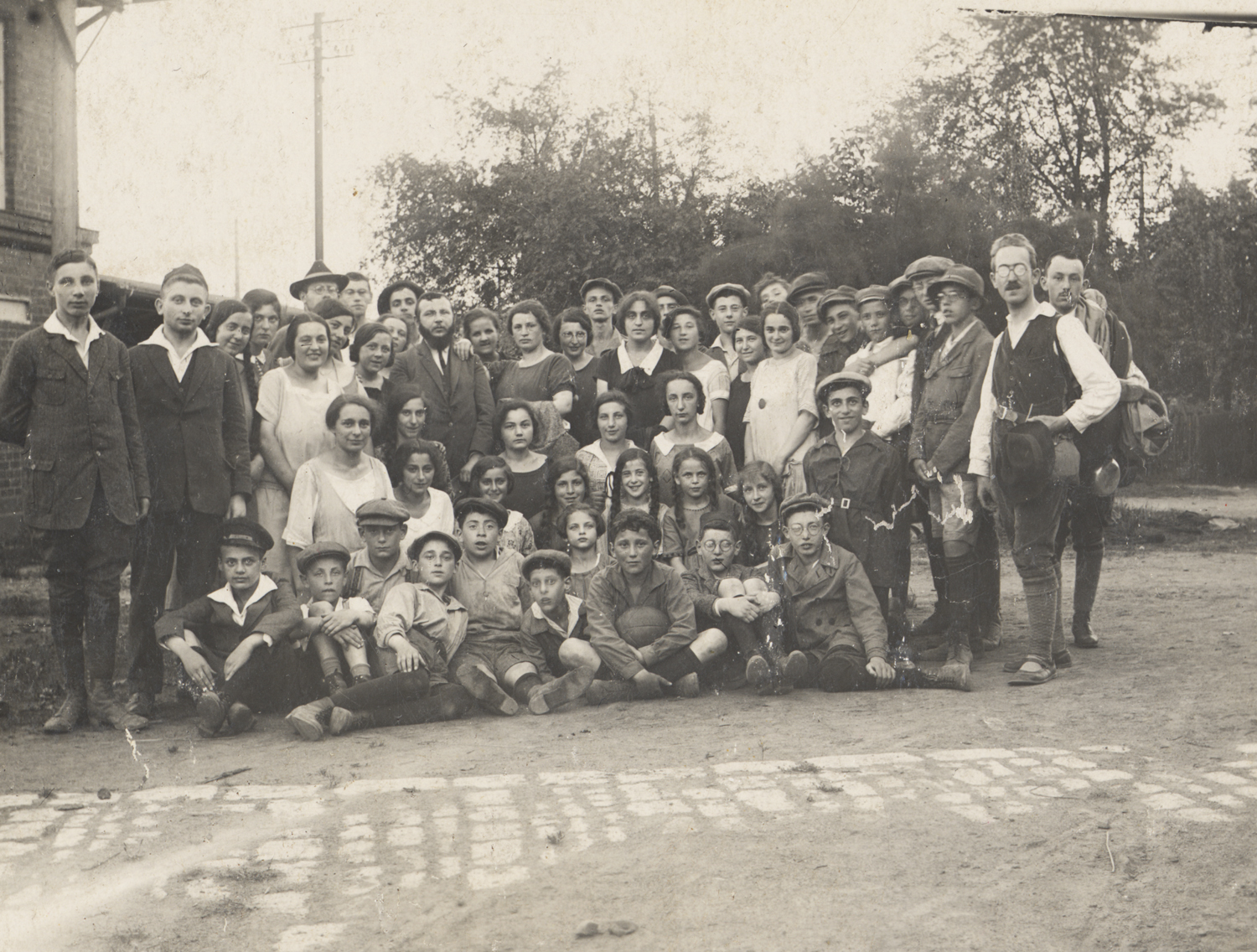
Grupo de estudantes do movimento Ezra na Alemanha em 1923

Seu nome completo é "Movimento Juvenil Torani Nacional Ezra em Israel". Como seu nome diz, ele é ativo principalmente em Israel, apesar de ter sido fundada na Alemanha em 1919 por um grupo de estudantes religiosos.
A primeira sede do movimento em Israel foi aberta em 1936, vindo com a quinta aliá, por um lado o movimento trabalhava lado a lado com o partido Hapoel HaMizrahi, mas por outro aderira a educação formal dos ultra-ortodoxos.
Este movimento fundou sete assentamentos e kibutzim em Israel: Kibutz Hafetz Haim, Issodot, Gat Rimon, Shaalabim, Mevo Modiin, Mevo Horon e Nachliel.
Hoje em dia o Ezra tem por volta de 12 000 participantes, espalhados por 50 sedes em Israel. Suas atividades são basicamente aos sábados, às terças-feiras e nos acampamentos de verão.
O nome Ezra é em homenagem e inspiração ao personagem Ezra do Tanach (Bíblia Hebraica) que voltou a Israel com os judeus da Babilônia, no período do Império Aquemênida, quando estes deram autorização aos judeus voltarem do exílio babilônico a Israel, e reconstruírem Jerusalém e o Templo (começando a época do segundo Templo judaico).

### Ariel[22]
Ariel é um movimento sionista religioso que foi formado em 1980, por integrantes do movimento Bnei Akiva que estavam descontentes com o nível religioso deste. As duas grandes características que o diferem dos demais movimentos sionistas religiosos são que as sedes são totalmente separadas por sexo (um prédio para homens e outro para mulheres), e cada sede tem um rabino responsável (além do rabino centralizador, como existe em outros movimentos).
O movimento tem hoje em dia por volta de 5 000 participantem divididos em 59 sedes, sendo 27 de homens e 32 de mulheres por todo o território israelense.
Sua organização, divisão de grupos e lema, são baseados nos mesmos pilares do Bnei Akiva, inclisive os nomes dados aos diferentes grupos de idade.
O nome Ariel é um dos nomes o qual é chamado o Templo Sagrado (destruído pelos romanos) em Jerusalém. Seu símbolo são as tábuas da lei com o mapa de Israel no meio.